# Pelourinho

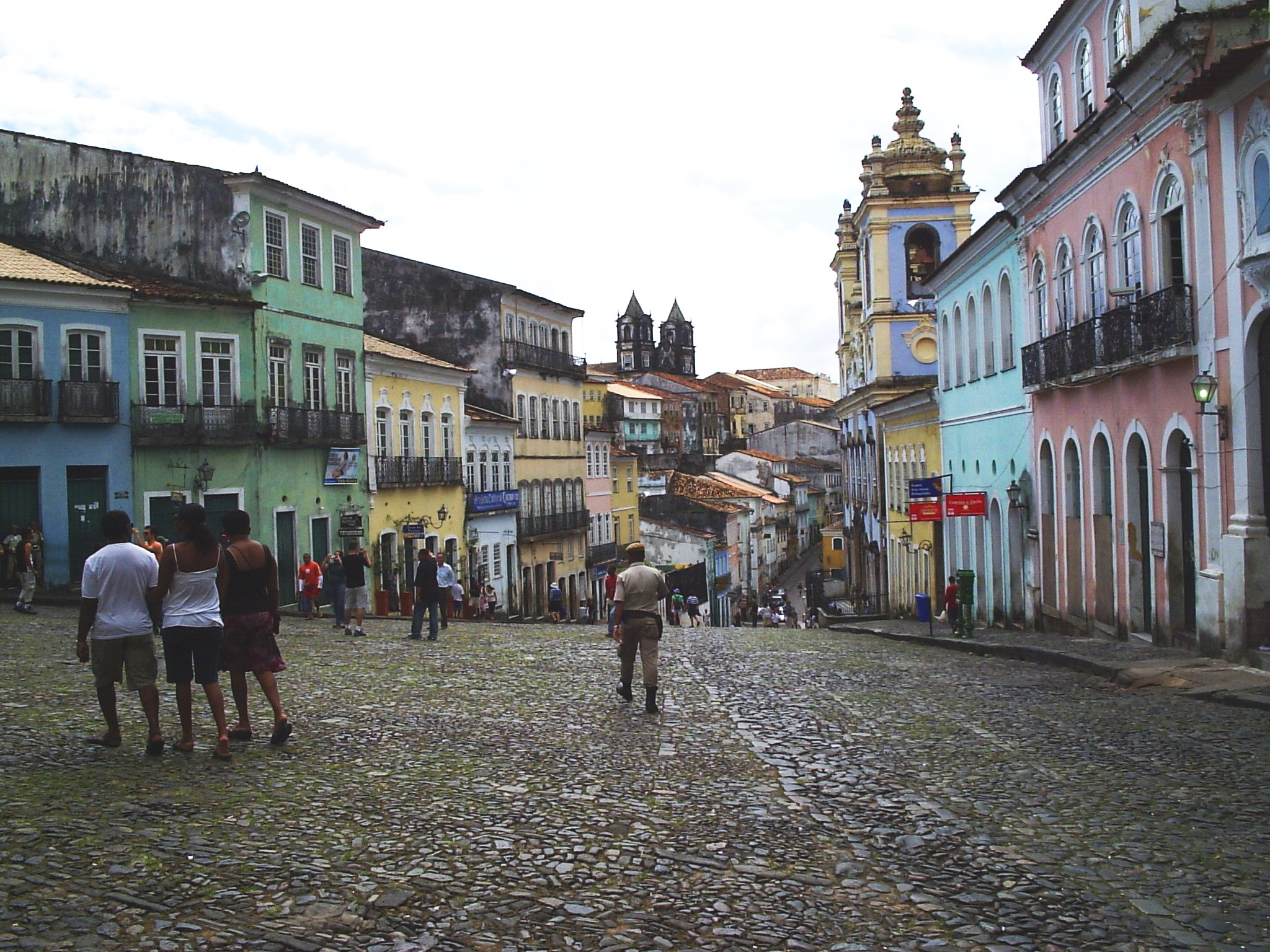
Pelourinho

Pelourinho (letterlijke vertaling: "schandpaal", officiële naam: Praça José de Alencar, plaatselijke bijnaam: Pelô) is de naam van een belangrijk koloniaal plein in het centrum van de hoofdstad Salvador van de Braziliaanse deelstaat Bahia. Het was vroeger de plek waar slaven werden verhandeld en ook bestraft. Tegenwoordig is het een centrum van Afro-Braziliaanse cultuur en een belangrijke toeristische bestemming. De naam Pelourinho wordt ook wel gebruikt voor het gehele historische centrum van Salvador.

## Geschiedenis
In 1549 koos Tomé de Sousa de heuvel waarop Pelourinho ligt om de stad Salvador te stichten. Het was een strategische plek, omdat het hooggelegen was, dicht bij een natuurlijke haven. Bovendien werd de plaats beschermd door een natuurlijke muur van 90m hoog en 15km lang.
Op het plein stonden schandpalen opgesteld, waaraan opstandige slaven gegeseld werden. De naam van het plein ("schandpaal") verwijst hier nog naar.
Tot aan het begin van de 20e eeuw was het plein het centrum van politieke en economische macht in de staat Bahia. Vanaf die periode werden echter veel activiteiten verplaatst naar andere locaties in de stad. In de jaren 60 was het plein dan ook erg vervallen. Dit veranderde nadat het in 1985 door de UNESCO erkend werd als Werelderfgoed, en nadat het historische centrum in de jaren 90 een revitalisering onderging.

## Moderne tijd

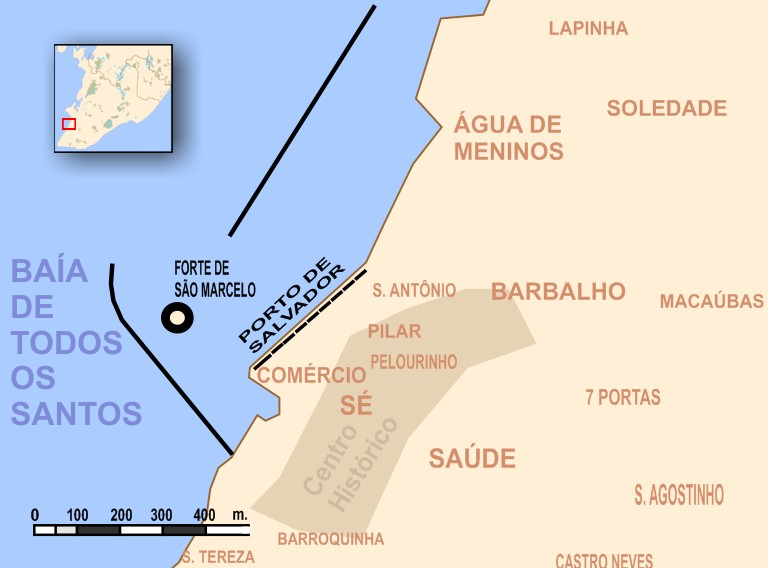
Pelourinho op een plattegrond van Salvador

Tegenwoordig is het een belangrijke toeristische bestemming. Men kan er veel Afro-Braziliaanse muziek horen. Ook vindt er capoeira plaats.
Het plein is ook een belangrijk centrum tijdens het carnaval. Zo speelt bijvoorbeeld de groep Filhos de Gandhy er afoxé. De groep Olodum speelt er regelmatig, en heeft er ook een winkel. In de videoclip "They Don't Care About Us" van Michael Jackson speelt deze groep op de Pelourinho en hetzelfde geldt voor "Obvious Child" van Paul Simon.

## Gebouwen

### Kerk van O.L.V. van de Rozenkrans van de Zwarten

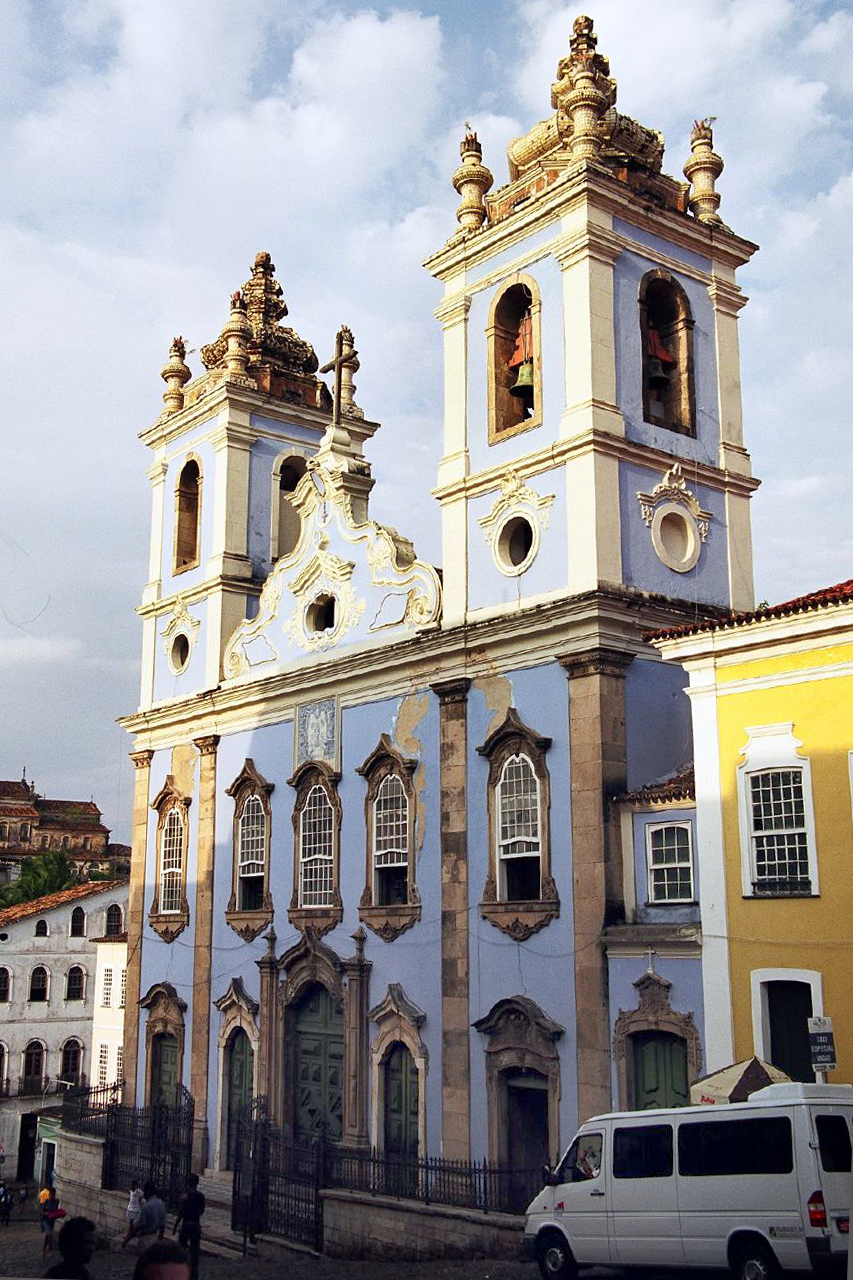
Kerk van O.L.V. van de Rozenkrans van de Zwarten

Aan de Pelourinho bevindt zich de Kerk van Onze-Lieve-Vrouwe van de Rozenkrans van de Zwarten (Igreja Nossa Senhora do Rosário dos Pretos). Deze kerk is vanaf 1704 gebouwd door een broederschap van slaven en vrije Afro-Brazilianen. Zij hebben hier bijna een eeuw over gedaan. Nog steeds is de kerk een belangrijk element in de geschiedenis van de Afro-Braziliaanse bevolking.
Het interieur is rijk gedecoreerd met afbeeldingen die verwijzen naar de slavernij en naar de Afrikaanse cultuur. In de kerk bevinden zich verder Portugese keramieken panelen, neo-klassieke altaren en beelden van Onze-Lieve-Vrouwe van de Rozenkrans, Sint-Antoon van Cartegerona en Sint-Benedictus. De gevel is in rococo-stijl. In de torens is de invloed van de inheemse bevolking te ontdekken.

### Overig
- Het stadsmuseum.

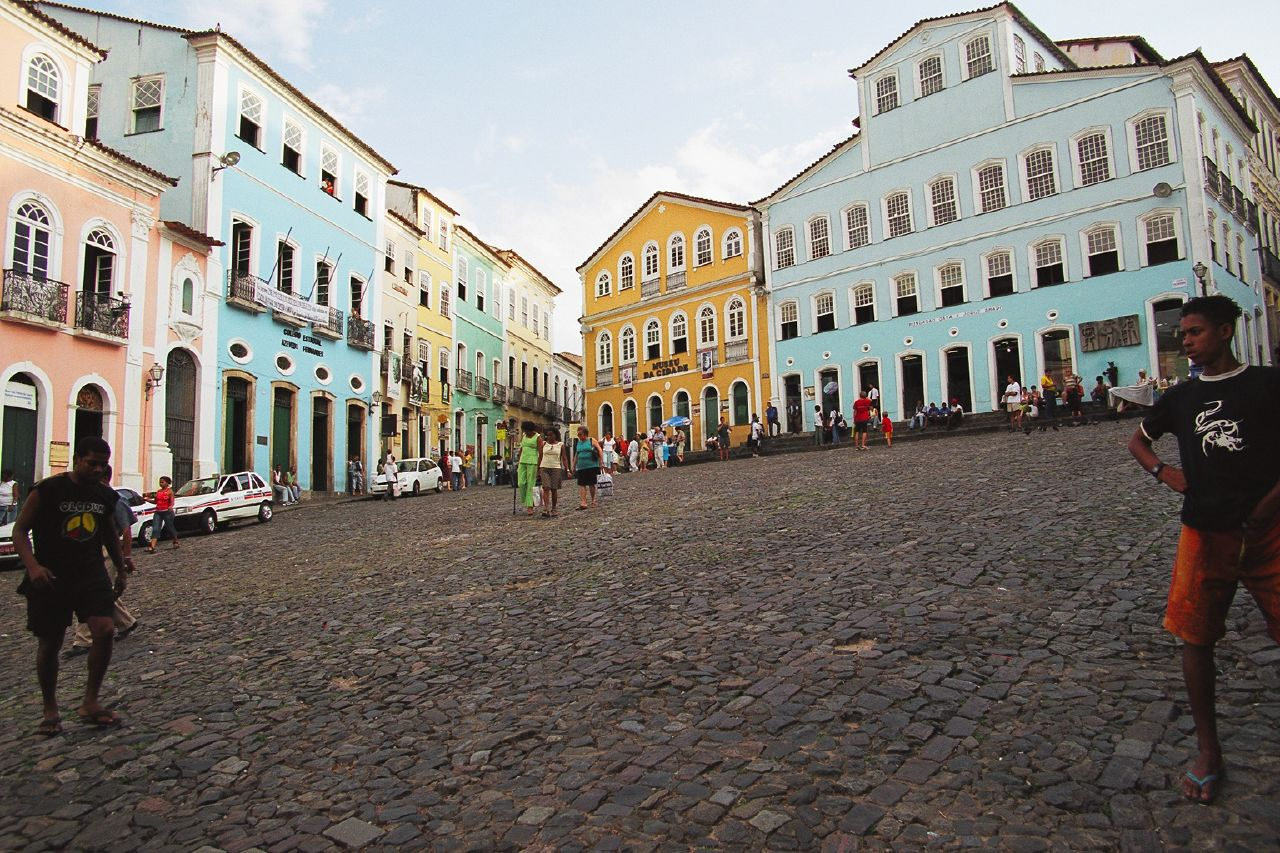
Stadsmuseum (geel, midden) en huis van Jorge Amado (blauw, rechts)

- Het voormalig huis van de schrijver Jorge Amado, nu het cultureel centrum "Het huis van Jorge Amado" (Casa de Jorge Amado).
- Het Instituut voor het Artistieke en Culturele Erfgoed (Instituto do Patrimônio Artístico e Cultural — IPAC).
- De Homoseksuele Groep van Bahia (Grupo Gay de Bahia).